# Isabel Woodville
Isabel Woodville, Widville ou Wydville (em inglês: Elizabeth; Grafton Regis,  1437 — Londres, 7 ou 8 de junho de 1492) foi uma rainha da Inglaterra, consorte do rei Eduardo IV.

## Família

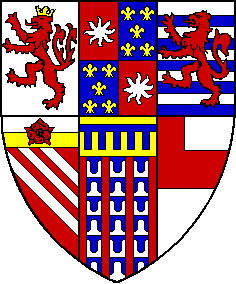
Brasão da família Woodville.

Isabel Woodville nasceu em Grafton Regis, Northamptonshire, no ano de 1437. Era filha de Sir Ricardo Woodville, conde Rivers e de Jacquetta de Luxemburgo, viúva do Duque de Bedford, irmão de Henrique V. Jacquetta era filha do conde de Brienne, de Conversano e de Saint Pol, sendo irmã de Catarina de Luxemburgo, duquesa da Bretanha.

## Primeiro casamento
Uma das damas de honra de Margarida de Anjou, ainda adolescente, Isabel se casou com Sir João Grey, 7º Barão Ferrers de Groby, em 1452. João era um forte partidário da Dinastia de Lencastre e morreu lutando por ela na Segunda Batalha de St. Albans, em 17 de fevereiro de 1461. Isabel teve dois filhos deste primeiro casamento, Tomas e Richard.

## Rainha Consorte
Não se sabe ao certo como Isabel Woodville e Eduardo IV se conheceram. Segundo a História, depois da morte de seu primeiro esposo, Isabel iniciou uma disputa com a sogra pela herança do falecido e decidiu pedir a intervenção do rei na questão. Como não conseguiu entrar em contato com ele, Isabel o “emboscou” quando Eduardo passava por uma floresta. O rei ficou tão impressionado com a beleza da viúva que quis tomá-la por sua amante. Eduardo era um sedutor conhecido e tinha muitas amantes na época. Isabel, porém, se recusou a ser mais uma e insistiu em se casar com ele. Verdade ou não, o fato é que eles se casaram em segredo em 1 de maio de 1464, na casa dos Woodvilles, em Grafton Regis, testemunhados apenas pela mãe da noiva e por mais duas damas.

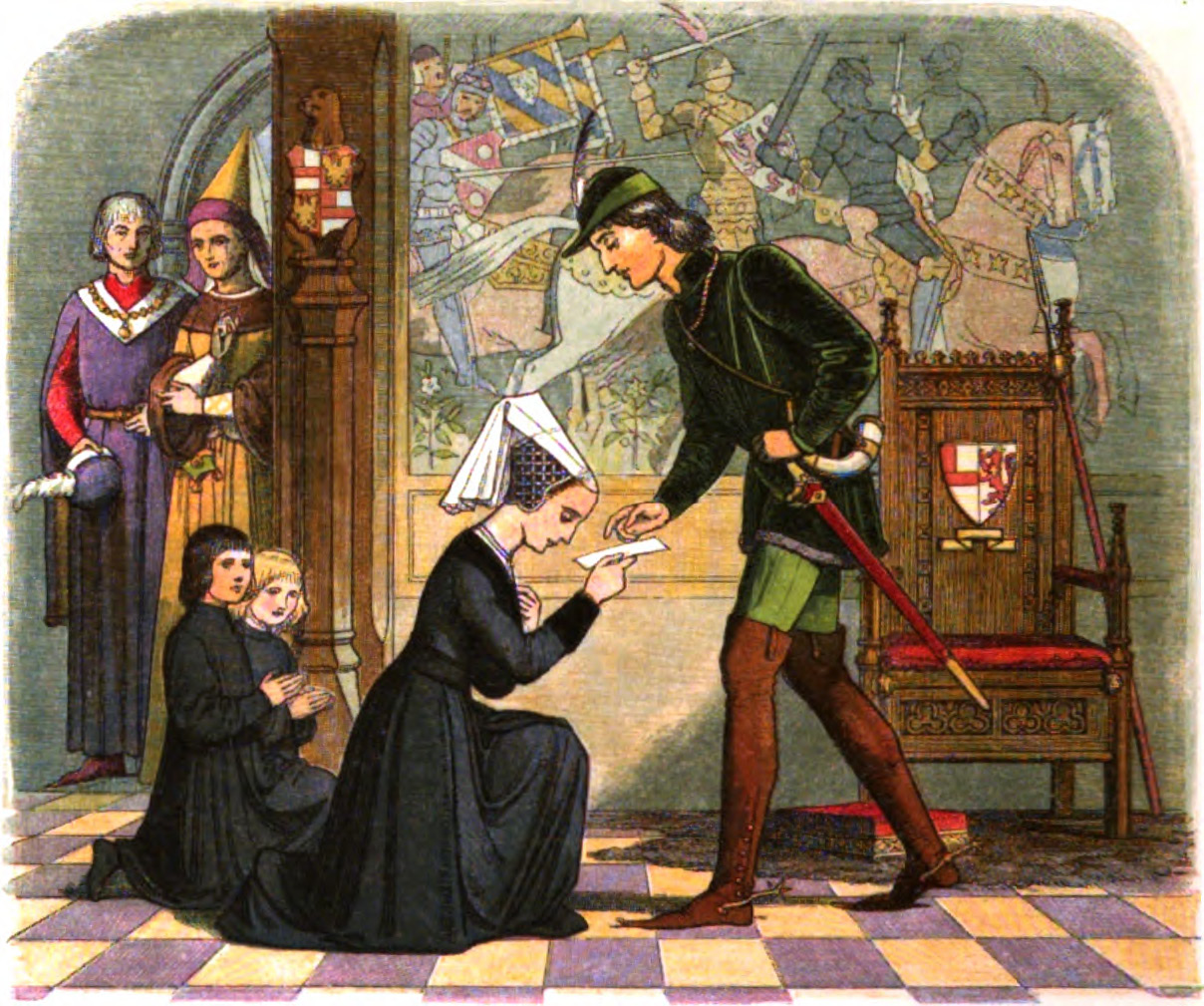
Representação de Isabel com o rei Eduardo IV na obra A Chronicle of England, por James William Edmund Doyle.

Na época, a mãe de Eduardo, Cecília Neville, duquesa de Iorque, e o irmão dela,Ricardo Neville, Conde de Warwick (também conhecido como “Fazedor de Reis”), conselheiro do rei, estavam organizando uma aliança com a França baseada num casamento entre Eduardo e a cunhada do rei francês. O casamento com Isabel causou grande rancor da parte de Warwick, e sua ligação com Eduardo foi se desgastando cada vez mais, na medida em que os parentes da rainha eram mais favorecidos que ele e sua família.
Warwick não foi o único a se ressentir com a maneira com que os parentes de Isabel ajuntavam favores e oportunidades lucrativas. Em 1480, por exemplo, quando Sir Anthony Grey, seu cunhado, morreu, foi enterrado na Catedral de St Albans com um bracelete que rivalizava com o do maior arcebispo daquela abadia. Mas isto não foi nada se comparado aos casamentos que ela arranjou para sua família. O mais polêmico foi o de seu irmão João, de vinte anos, com Catarina Neville, a abastada viúva do Duque de Norfolk, já sexagenária. Não que um casamento assim fosse incomum, mas porque a viúva era tia do Conde de Warwick.
Isabel também casou sua irmã Catarina, 26 anos, com seu pupilo Henrique Stafford, 2º Duque de Buckingham, de onze anos. Este nunca perdoou sua tutora pelo casamento forçado e mais tarde se tornou um inimigo ferrenho dos Woodvilles.
Em 1469, o Conde de Warwick, agora inimigo de Eduardo, se uniu a Jorge, duque de clarence irmão do rei, e iniciou uma rebelião. Eles venceram as forças de Eduardo na Batalha de Edgecote, capturaram-no e passaram a governar em seu nome por alguns meses. O Conde se aproveitou para se vingar dos Woodvilles e também capturou o pai e um dos irmãos de Isabel. Sir Ricardo Woodville, agora Conde de Rivers, e seu filho João (o que havia se casado com a Duquesa de Norfolk), foram decapitados em 12 de agosto daquele ano.
Impossibilitado de governar efetivamente com o rei preso, Neville se viu obrigado a libertá-lo e este, gradualmente, recuperou seu poder. Warwick fugiu para a França. Ali, ele se aliou aos Lancasters, outrora seus inimigos, e os ajudou a restituir Henrique VI brevemente no controle da Inglaterra. Ele morreu no início de 1470, em batalha, tal qual o rei lancastriano, e Eduardo IV voltou ao poder.

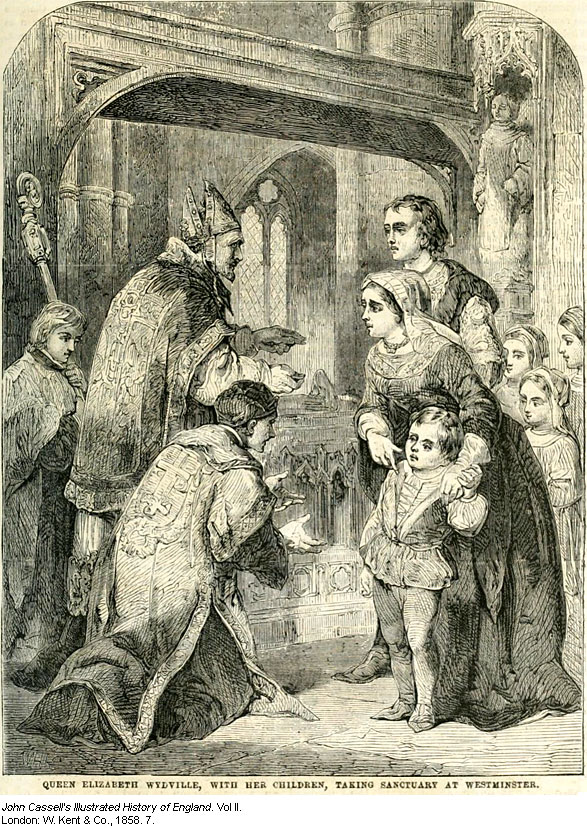
Isabel com suas filhas e o filho Ricardo, se refugiando na Abadia.

Durante esse período de guerra, Isabel se refugiou com seus filhos na Abadia de Westminster, sob direito de santuário.

## Rainha-Mãe
Isabel teve dez filhos de seu segundo casamento, incluindo dois meninos que ainda viviam quando Eduardo morreu repentinamente, em 9 de abril de 1483. O irmão dele, Ricardo, Duque de Glocester, foi eleito Lorde Protetor, uma vez que o mais velho desses meninos ainda era menor de idade. Ele se mexeu rapidamente para tomar o poder, afirmando, com o apoio de sua mãe Cecília Neville, que os filhos de Isabel e Eduardo eram ilegítimos, pois Eduardo noivara formalmente com outra mulher, Leonor Butler. Foi dito que ela, tal qual Isabel, foi uma viúva que chamou a atenção de Eduardo e que se recusou a ceder a ele até ser pedida em casamento. Esta informação foi salientada quando o padre (acredita-se que tenha sido Roberto Stillington, Bispo de Bath e de Wells) testemunhou que tinha realizado a cerimônia.
Assim, em 25 de junho de 1483, pelo ato parlamentar Titulus Regius, o casamento de Isabel e de Eduardo foi anulado e todos os seus filhos, incluindo Eduardo V, foram declarados ilegítimos. Ricardo tomou o trono como Ricardo III, aprisionando Eduardo V e seu irmão menor na Torre de Londres. Nesse mesmo dia, ele mandou executar outro irmão de Isabel, Antônio, Conde de Rivers. Temendo por sua segurança, Isabel, agora Lady Isabel Grey, e suas filhas se asilaram em santuário.

## Isabel e Ricardo III
Então, Ricardo III ordenou que Lady Grey abrisse mão também da custódia de suas filhas e ela consentiu. Em 1 de março de 1484, saíram do santuário e retornaram à corte. Espalharam-se rumores de que o rei, agora viúvo, ia se casar com sua sobrinha Isabel de Iorque. Ricardo negou, mas, de acordo com a Crônica de Crowland, foi pressionado a fazê-lo por inimigos dos Woodvilles, os quais temiam, entre outras coisas, ter que devolver as terras que eles tomaram dessa família.
Os filhos de Isabel e João Grey se juntaram à luta para derrubar Ricardo III. Ricardo Grey foi decapitado pelas forças do rei, em 26 de junho de 1483. Tomás se juntou ao exército de Henrique Tudor.
Após derrotar Ricardo III no Campo de Bosworth e ser coroado Henrique VII, Henrique Tudor se casou com Isabel de Iorque – um casamento arranjado com o apoio de Isabel Woodville e da mãe de Henrique, Margarida Beaufort. O casamento aconteceu em janeiro de 1486, unindo as facções no fim da Guerra das Rosas e fazendo mais certa a reivindicação ao trono para os filhos de Henrique VII e Isabel de Iorque.

## Os Príncipes na Torre

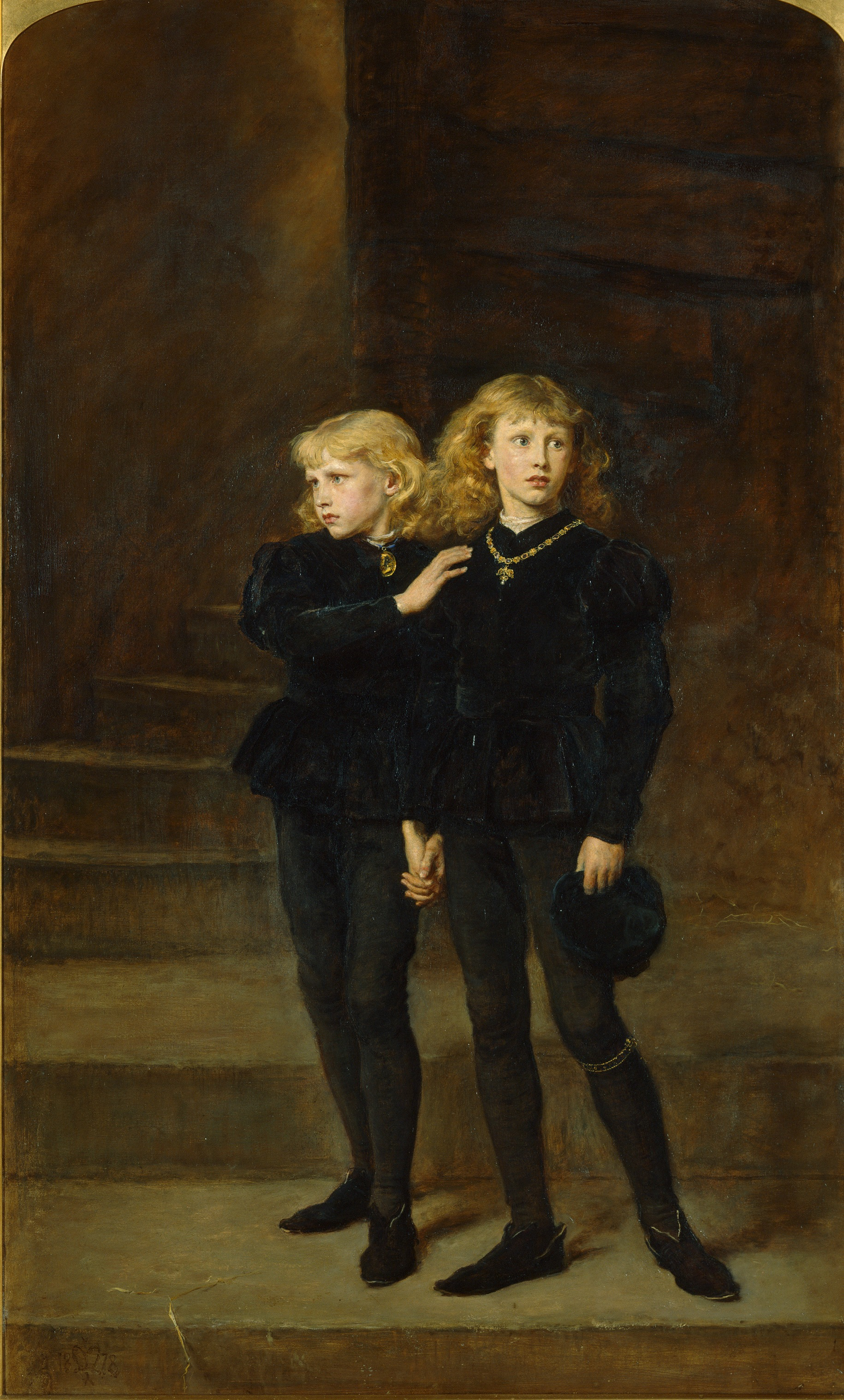
Os príncipes na Torre: Eduardo V (à direita) e Ricardo, Duque de Iorque (à esquerda), em retrato do inglês John Everett Millais de 1878.

O destino dos dois filhos varões de Isabel e Eduardo, os "Príncipes na Torre", não é certo. Sabe-se que foi Ricardo III que os aprisionou na Torre de Londres. Uma vez que Isabel se esforçou para arranjar o casamento de sua filha com Henrique Tudor, talvez isto signifique que ela soubesse, ou ao menos suspeitasse, que os príncipes já estivessem mortos. É de crença geral que Ricardo III tenha sido o responsável pela morte deles, mas existem teorias de que a responsabilidade tenha sido de Henrique Tudor. Em 1503, Jaime Tyrell foi executado pela morte dos dois príncipes. Entretanto, não há qualquer evidência clara de quando, onde e por que mãos os príncipes morreram.

## Isabel e Henrique VII
Em outubro de 1485, Henrique VII reconheceu a legitimidade do casamento de Isabel e Eduardo IV e, portanto, dos filhos do casal. Desse modo, afirmou o direito de Isabel de Iorque ao trono e, logo, o seu. Isabel Woodville então recebeu o título de Rainha Viúva. Foi a madrinha do primeiro filho de Henrique VII e de Isabel de Iorque, Artur.
Em fevereiro de 1487, Isabel foi acusada de estar envolvida na rebelião de Lamberto Simnel. Aparentemente influenciado por sua mãe, Margarida Beaufort, Henrique baniu a sogra para a Abadia de Bermondsey e confiscou todas as suas propriedades.

## Últimos anos

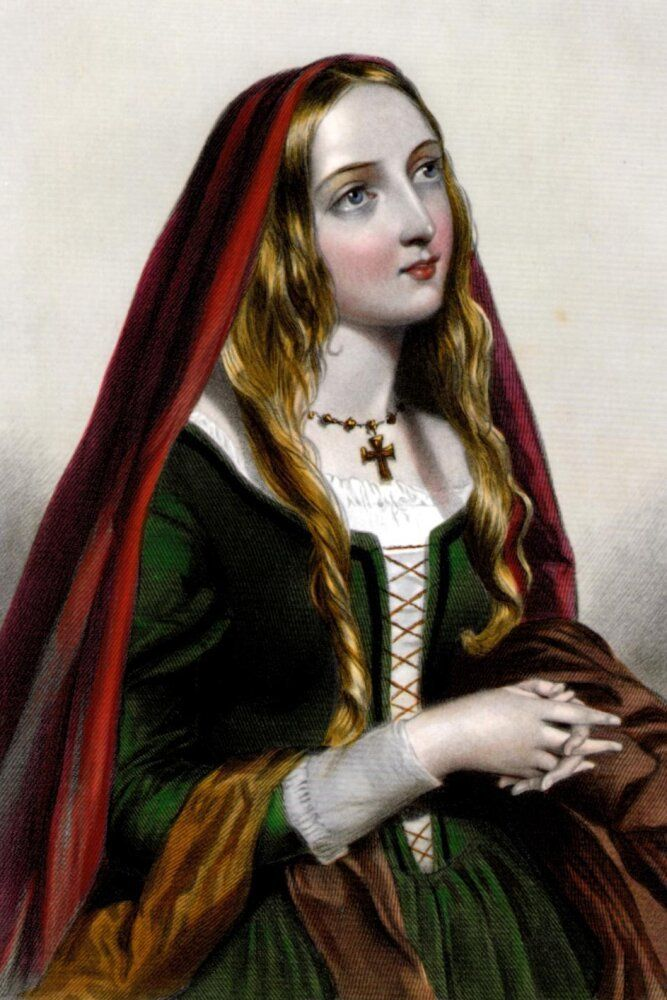
A rainha, retratada no livro Biographical Sketches of the Queens of England, from the Norman Conquest to the Reign of Victoria or Royal Book of Beauty, de Mary Howitt.

Na abadia, Isabel era tratada com todo o respeito devido a uma Rainha-Mãe e vivia regiamente, mas não recebia pensão alguma e estava proibida de retornar à corte. Não lhe foi permitido presenciar a coroação de sua filha ou os nascimentos de seus netos seguintes. A nova rainha a visitava raramente, mas sua filha mais jovem, Cecília, que se casara em segredo com o Visconde Welles, sempre que possível.
Henrique VII continuava desconfiado de sua sogra, mas considerou brevemente dá-la em casamento a Jaime III da Escócia quando este enviuvou, em 1488. Isabel (que estava com 51 anos de idade, cerca de quinze anos mais velha que Jaime) aparentemente saudou a aliança e se preparou para partir para a Escócia. Todavia, para sua infelicidade, Jaime morreu em combate no ano seguinte, deixando a Rainha-Mãe desesperada e deprimida.
Convencida de que morreria exilada, Isabel adoeceu cada vez mais e até se conformou em morrer. Na manhã de 7 de junho de 1492, ela caiu doente e mandou buscar todas as suas filhas, exceto a Rainha, grávida pela quarta vez. Cecília, Ana, Catarina e Brígida estavam ao lado de sua mãe quando ela morreu, no começo da tarde de 8 de junho de 1492, em Bermondsay. Seu genro, Henrique VII, arranjou-lhe o funeral mais simples possível. Essa atitude irritou muitos partidários ardentes dos Iorques, que se sentiram desconsiderados com o sepultamento ordinário e bastante simples do corpo da consorte de Eduardo IV, em 12 de junho de 1492. O corpo de Isabel jaz ao lado do de seu esposo real, na Capela de São Jorge (Castelo de Windsor), no Castelo de Windsor.
Apesar de seus últimos anos infelizes, Isabel Woodville teve a satisfação de saber que sua filha estava asseguradamente no trono e se tornaria a progenitora duma dinastia que governaria a Inglaterra pelos próximos cem anos. Ela viveu para ver o nascimento de dois netos varões, Artur e Henrique, sendo que este se tornaria depois Henrique VIII. Através de sua neta, Margarida Tudor, Isabel se tornou uma ancestral das dinastias de Stuart, Hanôver e Windsor, cujos descendentes governam a Inglaterra, a Escócia e o País de Gales atualmente.

## Na ficção
A vida de Isabel Woodville tem se prestado a muitas descrições ficcionais, embora muito pouco como a personagem principal.
Ela está presente na Tragédia de Ricardo III, peça teatral de Shakespeare. Ela e Ricardo são mostrados como inimigos ferrenhos, e é amaldiçoada por Margarida de Anjou com as mortes de seu esposo e de seus filhos, uma vez que o filho e o esposo de Margarida são assassinados pelos partidários de Eduardo IV. Ricardo consegue convencê-la a aceitar o casamento entre ele e sua filha. Recentemente a BBC produziu a mini-série "The White Queen", uma adaptação do romance “The Women of the Cousins’ War”, da escritora Phillippa Gregory. Elizabeth foi interpretada pela atriz sueca  Rebecca Ferguson.

### Filmes
Isabel Woodville foi interpretada por diversas atrizes nos seguintes filmes:
- Em Ricardo III de 1911, por Violet Farebrother;[1]
- Em Ricardo III de 1912, pela americana Carey Lee;[2]
- No filme Jane Shore (1915) de 1915, é interpretada por Maud Yates;
- Tower of London de 1939, por Barbara O'Neil;
- Ricardo III pela inglesa Mary Kerridge;
- No filme húngaro  III. Richárd de 1973, por Rita Békés;[3]
- Em Ricardo III pela atriz americana Annette Bening;[4]
- No documentário Looking for Richard de 1996 por Penelope Allen.

### Televisão
- Na série An Age of Kings de 1960, é representada por Jane Wenham;
- Na série The White Queen da BBC One, em 2013, é representada por Rebecca Ferguson;
- Na série The White Princess de 2017, é representada por Essie Davis.

## Descendência
| Nome                                                                    | Nascimento              | Falecimento                                                                    | Notas |
| ----------------------------------------------------------------------- | ----------------------- | ------------------------------------------------------------------------------ | --- |
| Com Sir João Grey (1432 - 17 de fevereiro de 1461)                      |                         |                                                                                | |
| Tomás Grey                                                              | 1455                    | 20 de setembro de 1501                                                         | casou primeiro, em 1466, com Lady Ana Holand, filha do duque de Exeter, e, sobrinha pelo lado materno, do rei Eduardo IV da Inglaterra; casou segundo, em 1474, com Cecília Bonville, 7.ª Baronesa Harington, e teve 14 filhos.                                                   |
| Ricardo Grey                                                            | 1457                    | 25 de junho de 1483                                                            | cavaleiro, acompanhava o novo rei Eduardo V, seu meio-irmão, ao País de Gales, quando este foi sequestrado por Ricardo, duque de Iorque; foi aprisionado no Castelo de Pontefract e executado junto de seu tio Antônio Woodville.                                                 |
| Com Eduardo IV de Inglaterra (28 de abril de 1442 - 9 de abril de 1483) |                         |                                                                                | |
| Isabel de Iorque                                                        | 11 de fevereiro de 1466 | 11 de fevereiro de 1503\|casada com Henrique VII da Inglaterra, e teve filhos. | |
| Maria de Iorque                                                         | 11 de agosto de 1466    | 23 de maio de 1482                                                             | morreu na infância. |
| Cecília de Iorque                                                       | 20 de março de 1469     | 24 de agosto de 1507                                                           | casada primeiro, em 1482, com Raul Scrope, 9º barão Scrope de Marsham, e não teve filhos; segundo, em 1487, com João Welles, 1º visconde Welles, e teve filhos; terceiro, em 1504, com Tomás Kymbe, e teve filhos.                                                                |
| Eduardo V de Inglaterra                                                 | 4 de novembro de 1470   | 1483                                                                           | com apenas doze anos, foi proclamado rei após a morte de seu pai, mas, dois meses depois, foi destronado por seu tio paterno, o duque de Gloucester, que subiu ao trono como Ricardo III; Eduardo e seu irmão Ricardo foram aprisionados na Torre de Londres, onde desapareceram. |
| Margarida de Iorque                                                     | 10 de abril de 1472     | 11 de dezembro de 1472                                                         | morreu na infância. |
| Ricardo de Shrewsbury, Duque de Iorque                                  | 11 de agosto de 1473    | 1483                                                                           | aprisionado junto com o irmão mais velho e desaparecido. |
| Ana de Iorque                                                           | 2 de novembro de 1475   | 23 de novembro de 1511                                                         | casada com Tomás Howard, 3.º Duque de Norfolk, e teve filhos. |
| Jorge de Iorque                                                         | março de 1477           | março de 1479                                                                  | Foi designado, mas nunca formalmente criado duque de Bedford; morreu na infância de peste bubônica. |
| Catarina de Iorque                                                      | 14 de agosto de 1479    | 15 de novembro de 1527                                                         | casada, em 1495, com William Courtenay, 1.º Conde de Devon, e teve filhos. |
| Brígida de Iorque                                                       | 10 de novembro de 1480  | 1517                                                                           | freira no Priorado de Dartford. |